# Vlag van Wielsbeke
De vlag van Wielsbeke werd door de gemeenteraad op 5 november 1980 officieel vastgesteld als de gemeentelijke vlag van de West-Vlaamse gemeente Wielsbeke. Op 11 februari 1981 werd hij door het koninklijk besluit bevestigd en uiteindelijk gepubliceerd op 13 maart 1981 in het officiële Belgisch Staatsblad.
Officieel wordt de vlag beschreven als:
Gevierendeeld 1. en 4. van wit 2. en 3. van rood
De vlag is hierdoor gelijk aan het wapen van Wielsbeke, zonder de wapenfiguren.

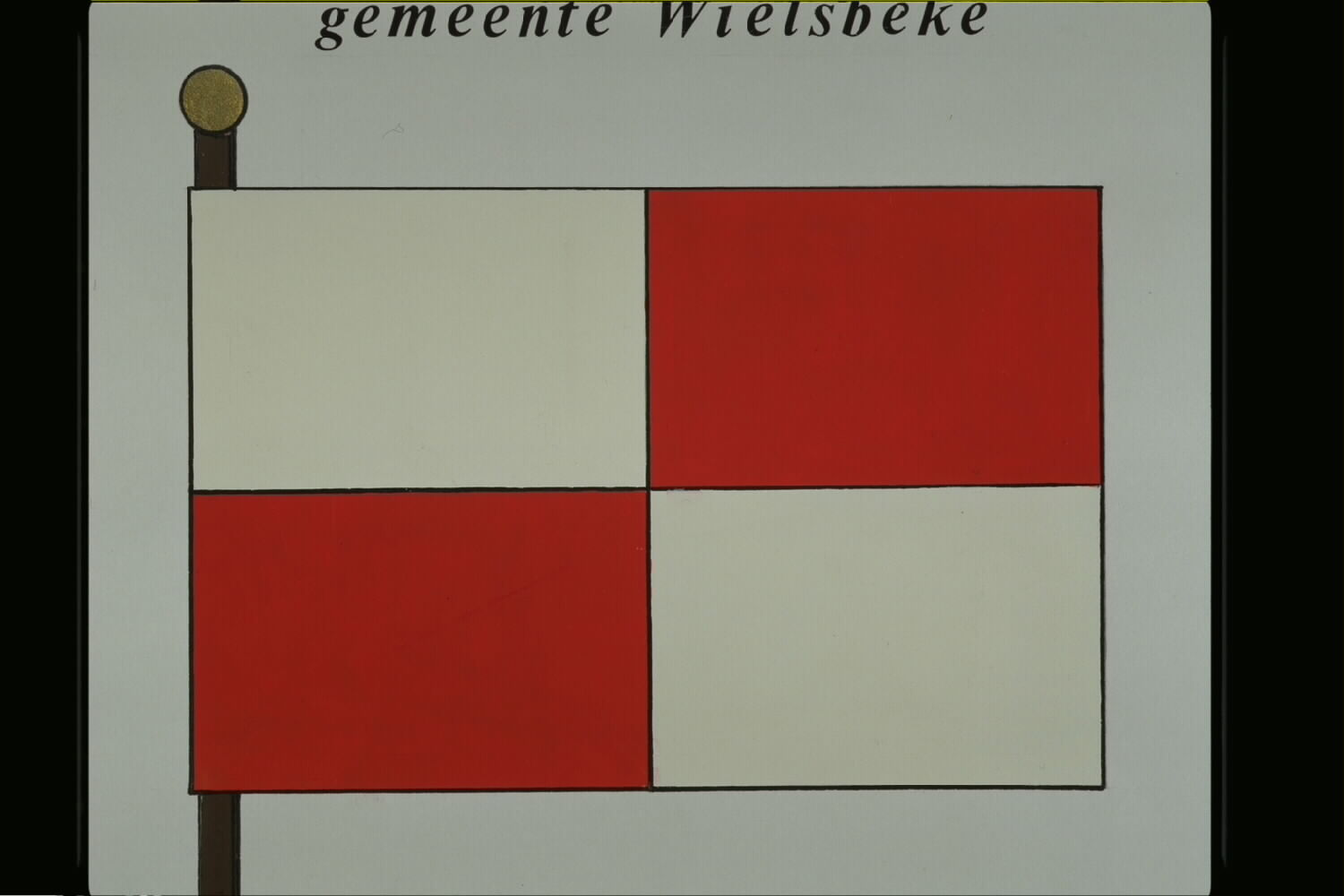
Officiële tekening van de vlag